# Аріано-нель-Полезіне
Аріано-нель-Полезіне (італ. Ariano nel Polesine, вен. Arian intel Połesine) — муніципалітет в Італії, у регіоні Венето, провінція Ровіго.
Аріано-нель-Полезіне розташоване на відстані близько 350 км на північ від Рима, 60 км на південь від Венеції, 30 км на південний схід від Ровіго.
Населення — 4369 осіб (2014).
Щорічний фестиваль відбувається 7 серпня. Покровитель — San Gaetano.

## Демографія
Населення за роками:

Станом на 1 січня 2023 року в муніципалітеті офіційно проживали 233 іноземці з 28 країн, серед них 82 громадяни країн Євросоюзу та 15 громадян України.

## Сусідні муніципалітети
- Берра
- Корбола
- Горо
- Мезола
- Папоцце
- Порто-Толле
- Тальйо-ді-По